# Pelopsis bidentatus
Pelopsis bidentatus är en kvalsterart som först beskrevs av Hammer 1961.  Pelopsis bidentatus ingår i släktet Pelopsis och familjen Punctoribatidae. Inga underarter finns listade i Catalogue of Life.